# Asplanchnopus hyalinus
Asplanchnopus hyalinus is een raderdiertjessoort uit de familie Asplanchnidae. De wetenschappelijke naam van deze soort is voor het eerst geldig gepubliceerd in 1913 door Harring.